# 辛琛
辛 琛（しん ちん、生没年不詳）は、中国の北魏の官僚。字は僧貴。本貫は隴西郡狄道県。

## 経歴
代郡太守の辛樹宝の子として生まれた。辛琛は幼くして父を失い、かつて友人と過ごしたとき、その父母兄弟が無事でいるのを見て、長らく涙を流した。奉朝請を初任とし、滎陽郡丞となった。滎陽太守の元麗はすこぶる酒好きで、辛琛はことあるごとにかれを諫めた。のちに元麗は酔って庁舎を閉めさせ、「丞を入れさせてはいけない」といった。孝文帝が南征し、元麗が帝の輿に従うと、孝文帝は「卿に郡の事務を任せると、まるで太守のようだな」と辛琛にいった。
景明年間、辛琛は伏波将軍・済州輔国府長史となった。奉車都尉に転じ、揚州征南府長史として出向した。揚州刺史の李崇は多くの産業を経営したので、辛琛はたびたびかれを諫めた。李崇は従わず、お互いに糾弾しあうこととなったが、宣武帝はともに不問とした。後に辛琛は龍驤将軍の号を加えられ、南梁郡太守を兼ねた。李崇が酒を置いて「長史は後に必ず刺史となるだろうが、ただ良い補佐役というものがどのような人か知らないのではないか」と辛琛にいうと、辛琛は「もし万一かたじけなくもひとかたの正長史を得られたならば、朝夕に私の過失について聞きましょう。これが私の願うところです」と答えたので、李崇は恥じ入った。
辛琛は在官のまま死去した。

## 子女
- 辛悠（長男、字は元寿、侍御史・監揚州軍、早逝）
- 辛俊（字は叔義、東益州征虜府外兵参軍、山南行台郎中、滎陽で人に殺害された）
- 辛術（字は懐哲）
- 辛休（字は季令、早逝）
- 辛脩（字は季緒、早逝）

## 伝記資料
- 『魏書』巻77 列伝第65
- 『北史』巻50 列伝第38